# Helmut Schmidt
Helmut Heinrich Waldemar Schmidt (Hamburgo, 23 de diciembre de 1918-Hamburgo, 10 de noviembre de 2015) fue un político alemán, miembro del Partido Socialdemócrata de Alemania. Desempeñó los cargos de ministro de Defensa entre 1969 y 1972, ministro de Economía y Finanzas en 1972, ministro de Finanzas desde 1972 hasta 1974, canciller de Alemania Occidental desde 1974 hasta 1982 y ministro de Asuntos Exteriores en septiembre y octubre de 1982. De formación economista, Schmidt es considerado como partidario del keynesianismo.[cita requerida] Desde 1983 hasta su muerte fue editor del semanario influyente Die Zeit.

## Biografía
Schmidt planeó estudiar sin interrupción, por lo tanto, se ofreció como voluntario a los dieciocho años para el servicio militar en 1937. Comenzó a servir con una batería antiaérea de la Luftwaffe en Vegesack, cerca de Bremen. En la Segunda Guerra Mundial, después de un breve servicio en el frente oriental durante la invasión de la Unión Soviética en 1941 (incluido el asedio de Leningrado), regresó a Alemania en 1942 para trabajar como entrenador y asesor en el Ministerio de Aviación. Durante su servicio en la Segunda Guerra Mundial, Schmidt recibió la Cruz de Hierro de segunda clase. Asistió al Tribunal Popular como espectador militar en algunos de los juicios de exhibición para oficiales involucrados en el complot del 20 de julio, en el que se hizo un intento fallido de asesinar a Hitler en Rastenburg. Hacia el final de la guerra, desde diciembre de 1944 en adelante, se desempeñó como Oberleutnant en la Flakartillery en el frente occidental durante la batalla de las Ardenas y la ofensiva de las Ardenas. Fue capturado por los británicos en abril de 1945 en Lüneburg Heath, y fue prisionero de guerra hasta agosto de ese año en Bélgica.
De 1946 a 1949 estudió Economía Política y Ciencias Políticas en Hamburgo. En marzo de 1946 se convirtió en miembro del Partido Socialdemócrata de Alemania (SPD) y entre 1947 y 1948 fue presidente federal de la Federación Socialista Alemana de Estudiantes.
Entre 1949 y 1953 tuvo diferentes puestos dentro de la administración de la ciudad de Hamburgo. De 1953 a 1962 fue diputado para el Partido Socialdemócrata de Alemania en el Bundestag, la cámara baja del Parlamento alemán. Allí se manifiesta en contra de un armamento de la Bundeswehr, el ejército alemán, con armas nucleares.
A principios de 1962 Schmidt dejó el Bundestag porque a finales de 1961 se había convertido en senador para Política Interior en el senado (Gobierno) de la ciudad de Hamburgo. De 1965 a 1987 otra vez fue diputado en el Bundestag. De 1968 a 1983 fue vicepresidente del Partido Socialdemócrata de Alemania.

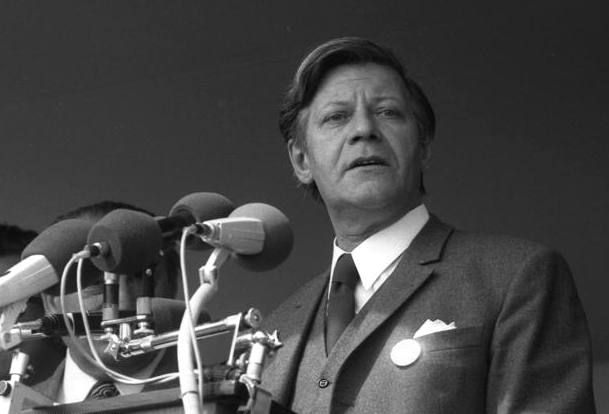
Schmidt en 1973.

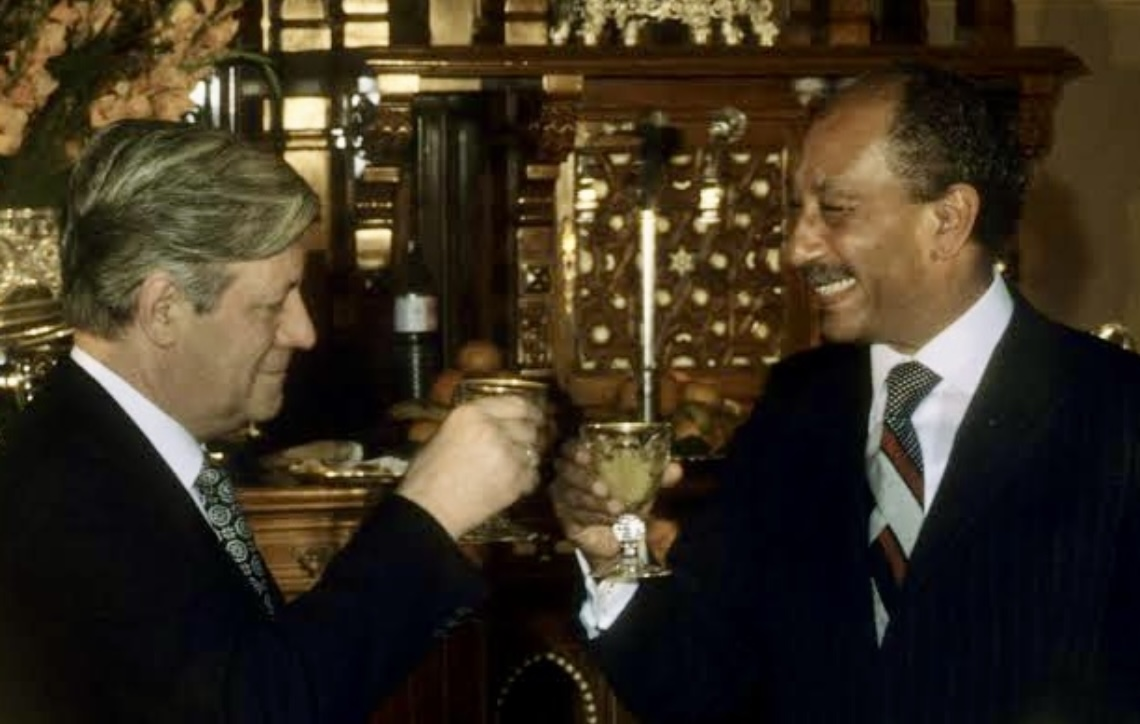
Schmidt y Anwar el-Sadat en 1977.

De 1969 a 1972 fue ministro de Defensa en el Gobierno del canciller Willy Brandt. Después de la dimisión de Brandt, en 1974, Schmidt se convirtió en canciller. Fue elegido por una coalición del Partido Socialdemócrata de Alemania (SPD) y el Partido Democrático Libre (FDP). Fue canciller hasta 1982.
Queda en los anales de la retórica parlamentaria alemana su discurso de más de una hora, casi todo de memoria y réplicas a Walter Scheel (FDP), en el debate sobre las leyes sobre el estado de urgencia (Notstandsgesetze) de la República Federal de Alemania, el 30 de mayo de 1968, formando parte del Gobierno de coalición CDU/CSU/SPD.

### Integración europea

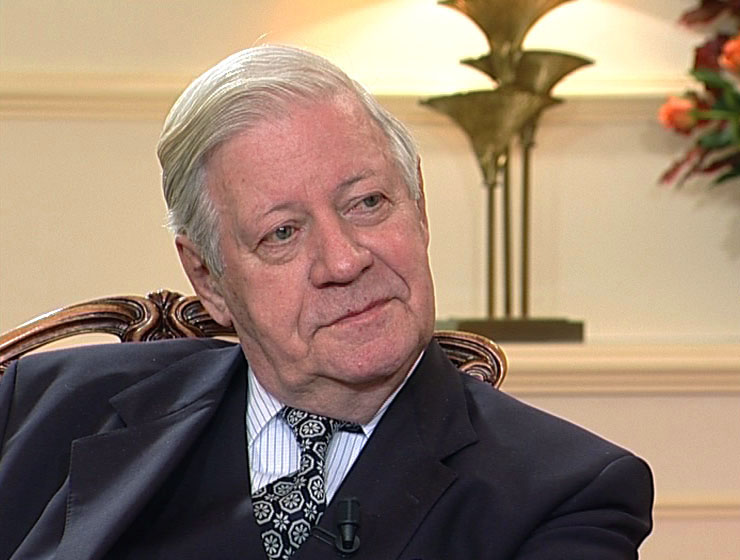
Helmut Schmidt en 2001.

Como canciller, Schmidt promovió la creación del Fondo Europeo de Desarrollo Regional y del Sistema Monetario Europeo. También impulsó las primeras elecciones por sufragio universal al Parlamento Europeo en 1979.
El Consejo Europeo se creó por decisión de los jefes de Estado o de Gobierno de los Estados miembros de las entonces Comunidades Europeas, reunidos en una conferencia celebrada en París los días 9 y 10 de diciembre de 1974. La iniciativa partió del presidente francés Valéry Giscard d'Estaing y del canciller Schmidt, que propusieron a los otros jefes de Gobierno institucionalizar las cumbres, que hasta entonces se habían celebrado de forma irregular. Lo hicieron a petición de algunos de los Estados miembros y así acordaron reunirse al menos dos veces por año.